# درگر باب گهر
درگر باب گهر، روستایی از توابع بخش مرکزی شهرستان زرند در استان کرمان ایران است.

## جمعیت
این روستا در دهستان حتکن قرار دارد و براساس سرشماری مرکز آمار ایران در سال ۱۳۸۵، جمعیت آن 133 نفر (50خانوار) بوده‌است.